# Gregor Aronowitsch
Carl Gregor Aronowitsch, född den 10 oktober 1911 i Stockholm, död där den 19 augusti 1989, var en svensk konsthistoriker och konsthandlare. Han var son till bankdirektör Martin Aronowitsch och grevinnan Irma Taube samt halvbror till galleristen William Aronowitsch. 
Aronowitsch bedrev konststudier i Frankrike 1931–1932. Han blev filosofie licentiat vid Uppsala universitet 1943 och styrelseledamot i familjeföretaget Bukowskis 1938. Aronowitsch började arbeta vid företaget 1944 och var dess verkställande direktör 1953–1980. Därefter var han konsult för Sotheby Parke Bernet 1981–1983. Aronowitsch var ordförande för Sveriges Konst- och Antikhandlarförening 1963–1978. Därefter blev han föreningens hedersordförande. Aronowitsch blev riddare av Vasaorden 1965.